# Lyder Nicolaysen
Lyder Wentzel Christie Nicolaysen, född den 25 juli 1866 i Vestre Aker vid Kristiania (nuvarande Oslo), död den 2 maj 1927, var en norsk läkare, son till Nicolay Nicolaysen.
Nicolaysen blev medicine doktor 1898 på avhandlingen Studier over gonokokken og gonorrhoisk vulvovaginit hos børn (1898), 1900 överläkare vid Diakonhjemmets sjukhus i Vestre Aker och anställdes 1917 som klinisk lärare i inre medicin vid kommunala sjukhus. Han redigerade 1897-1903 "Norsk magazin for lægevidenskaben" och författade företrädesvis pediatriska uppsatser.